# District de Rewari
Le district de Rewari (hindi : रेवाड़ी ज़िला est un district  de l'état de l'Haryana  en Inde.

## Description
Au recensement de 2011, sa population compte 900 332 habitants pour une superficie de 1 594 km2.
Son chef-lieu est la ville de Rewari. 